# Constitución argentina de 1819

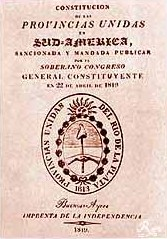
Constitución Argentina de 1819.

La Constitución argentina de 1819 fue el proyecto de constitución aprobado ese mismo año por el Congreso de Tucumán, trasladado a Buenos Aires dos años antes. Por su naturaleza unitaria, provocó el rechazo de las provincias, y los caudillos federales se enfrentaron al Directorio de José Rondeau, batiéndolo finalmente. Con todo, parte del articulado se refundió en el siguiente proyecto, la Constitución argentina de 1826, y a través de ella en la Constitución argentina de 1853.

## Sanción
Fue sancionada por el mismo Congreso que tres años antes había declarado la independencia en Tucumán, trasladándose a Buenos Aires para instalarse allí y comenzar a trabajar en la redacción y elaboración de una Carta Magna. Después de realizar un exhaustivo estudio de la preexistente legislación argentina y de constituciones extranjeras tales como la de los Estados Unidos, Francia —especialmente la de 1791—, y la liberal constitución española de 1812, fue designada la comisión que tendría a cargo la redacción y presentación del proyecto de constitución. Entre sus miembros se encontraban: José Mariano Serrano, Diego Estanislao Zavaleta, Teodoro Sánchez de Bustamante, Juan José Paso y Antonio Sáenz.

## Características
El Congreso de Tucumán sancionó al fin una constitución en 1819, teniendo ella las siguientes características:
a) No establecía la forma de gobierno que adoptaba, pero tenía características unitarias y estaba proyectada de forma tal que podía adecuarse a un sistema monárquico constitucional (que en esa época trataban de establecer varios congresales que estaban negociando la coronación de un príncipe en el Río de la Plata).
b) Adoptaba la división tripartita de poderes.
c) Tenía un carácter corporativista, puesto que incluía en la Cámara del Senado a distintos sectores sociales.
d) Era censitaria, ya que exigía poseer determinado patrimonio para el acceso a cargos públicos.

### Poder Legislativo
El poder legislativo estaría integrado por una Cámara de Senadores, formada por un número de miembros igual a la cantidad de provincias, tres militares cuya graduación no bajara de Coronel Mayor, un obispo, tres eclesiásticos, un representante de cada universidad, y el director Supremo saliente. Debían tener 30 años de edad, 9 años de ciudadanía, y un fondo de $8.000; duraban en su cargo 12 años, con renovación por terceras partes cada cuatrienio. 
La cámara baja recibiría el nombre de Cámara de Representantes, con diputados elegidos por un período de 4 años con renovación de la mitad cada bienio, a razón de uno cada 25.000 habitantes, o fracción no menor a 16.000. Los requisitos eran tener 7 años de ciudadanía, 26 años de edad cumplida, y un fondo de $4.000; la cámara tendría la iniciativa en materia impositiva, y estaría a su cargo la promoción de juicio político a los altos funcionarios del Estado.

### Poder ejecutivo
El poder ejecutivo sería ejercido por un Director Supremo electo por ambas cámaras del Congreso, con su propio Consejo de Estado, y con una duración de cinco años en el poder, pudiendo ser reelegido por una única vez con un voto sobre las dos terceras partes de cada cámara. Estaba facultado para otorgar nombramientos en todos los empleos que no se exceptuaran en la Constitución, incluyendo a los gobernadores de provincia.

### Poder Judicial
El poder judicial sería ejercido por una Alta Corte de Justicia, compuesta por siete jueces y dos fiscales designados por el director del Estado, con previa noticia y consentimiento del Senado.

### Tendencia política
La constitución adoptaba el centralismo, proclamaba los derechos de la Nación y de los particulares. No se ocupaba de los gobiernos provinciales y tampoco definía con precisión si el jefe de Estado sería un presidente o un monarca.

## Reacciones
El proyecto de constitución fue aprobado por el Congreso, entrando en vigencia el 25 de mayo de 1819, encontrando un entusiasta recibimiento por parte del pueblo de Buenos Aires; por el contrario, fue inmediatamente rechazada por las provincias del interior. La mayor crítica por parte de estas últimas —en el Congreso no estaban representadas Salta, San Juan, la provincia Oriental, Misiones, Entre Ríos, Corrientes, Santa Fe— fue su neto carácter unitario, cuando la mayoría de las provincias sostenía una posición federal.
En definitiva, las provincias rechazaron el documento y Santa Fe y Entre Ríos decidieron ir a la guerra contra Buenos Aires. Dicho conflicto, en que las provincias sublevadas contra el Directorio resultaron victoriosas en la batalla de Cepeda (1 de febrero de 1820), provocó la caída del entonces Director Supremo José Rondeau, y dio inicio a un período de crisis para la ciudad-puerto y su provincia, y de autonomía para las provincias interiores.

## Firmantes
Los firmantes del texto constitucional fueron:
- Dr. Gregorio Funes, presidente, diputado de Tucumán.
- Dr. José Mariano Serrano, vicepresidente, diputado por Charcas.
- Pedro León Díaz Gallo, diputado por Santiago del Estero.
- Tomás Godoy Cruz, diputado por Mendoza.
- Dr. Antonio Sáenz, diputado por Buenos Aires.
- Vicente López y Planes, diputado por Buenos Aires.
- Alejo Villegas, diputado por Córdoba.
- Dr. Teodoro Sánchez de Bustamante, diputado por la ciudad de Jujuy y su territorio.
- Dr. José Severo Malabia, diputado por Charcas.
- Cnel. Miguel de Azcuénaga, diputado por Buenos Aires.
- Lic. Benito Lascano, diputado por Córdoba.
- Jaime Zudañez, diputado por Charcas.
- Dr. José Miguel Díaz Vélez, diputado por Tucumán.
- Juan José Paso, diputado por Buenos Aires.
- Matías Patrón, diputado por Buenos Aires.
- Dr. Domingo Guzmán, diputado por San Luis.
- Dr. Pedro Ignacio de Castro Barros, diputado por La Rioja.
- Pedro Francisco Uriarte, diputado por Santiago del Estero.
- Gral. Juan José Viamonte, diputado por Buenos Aires.
- Dr. Pedro Buenaventura Carrasco, diputado por Cochabamba.
- Pedro Ignacio Rivera, diputado por Mizque.
- Dr. Luis José de Chorroarín, diputado por Buenos Aires.
- Dr. José Andrés Pacheco de Melo, diputado por Chichas.
- Dr. Manuel Antonio Acevedo, diputado por Catamarca.
- Dr. José Eugenio de Elías, secretario.